# پیدافک
پیدافک، روستایی از توابع بخش جبالبارز شهرستان جیرفت در استان کرمان ایران است.این روستا دارای چشمه قدیمی در منطقه ابدان است.

## جمعیت
این روستا در دهستان رضوان قرار دارد و براساس سرشماری مرکز آمار ایران در سال ۱۳۸۵، جمعیت آن ۸۶ نفر (۱۸خانوار) بوده‌است.